# Нащокин, Иван Афанасьевич
Ива́н Афана́сьевич Нащо́кин (XVI век, Русское царство — не ранее 13 [23] сентября 1603 и не позднее 30 ноября [10 декабря] 1603, Казань, Казанское царство) — представитель русского дворянского рода Нащокиных. Один из основателей и первых воевод Царицына (с 1961 года — Волгоград) наряду с Григорием Засекиным и Романом Алферьевым. Русский посол в Грузии.
Сын Афанасия Нащокина-Злобы, головы (1562), наместника в Изборске. Брат дипломата Григория Нащокина и воеводы, основателя Архангельска Петра Нащокина. Отец Андрея Нащокина, воеводы в Порхове (1624—1626).

## Государственная служба
В 7103—7106 (с 1594 или 1595 по 1597 или 1598) годы в должности писца производил валовое описание Переяславль-Рязанского с пригородами. Является составителем платёжной книги Зарайска.
Иван Нащокин также упоминается в связи с приёмом знатного цесарского посла Аврам Бурграфа в 1597 года. В феврале 7109 (1601) года участвовал в приёме свийского посла Юрьи Кляус.

### Основание Царицына

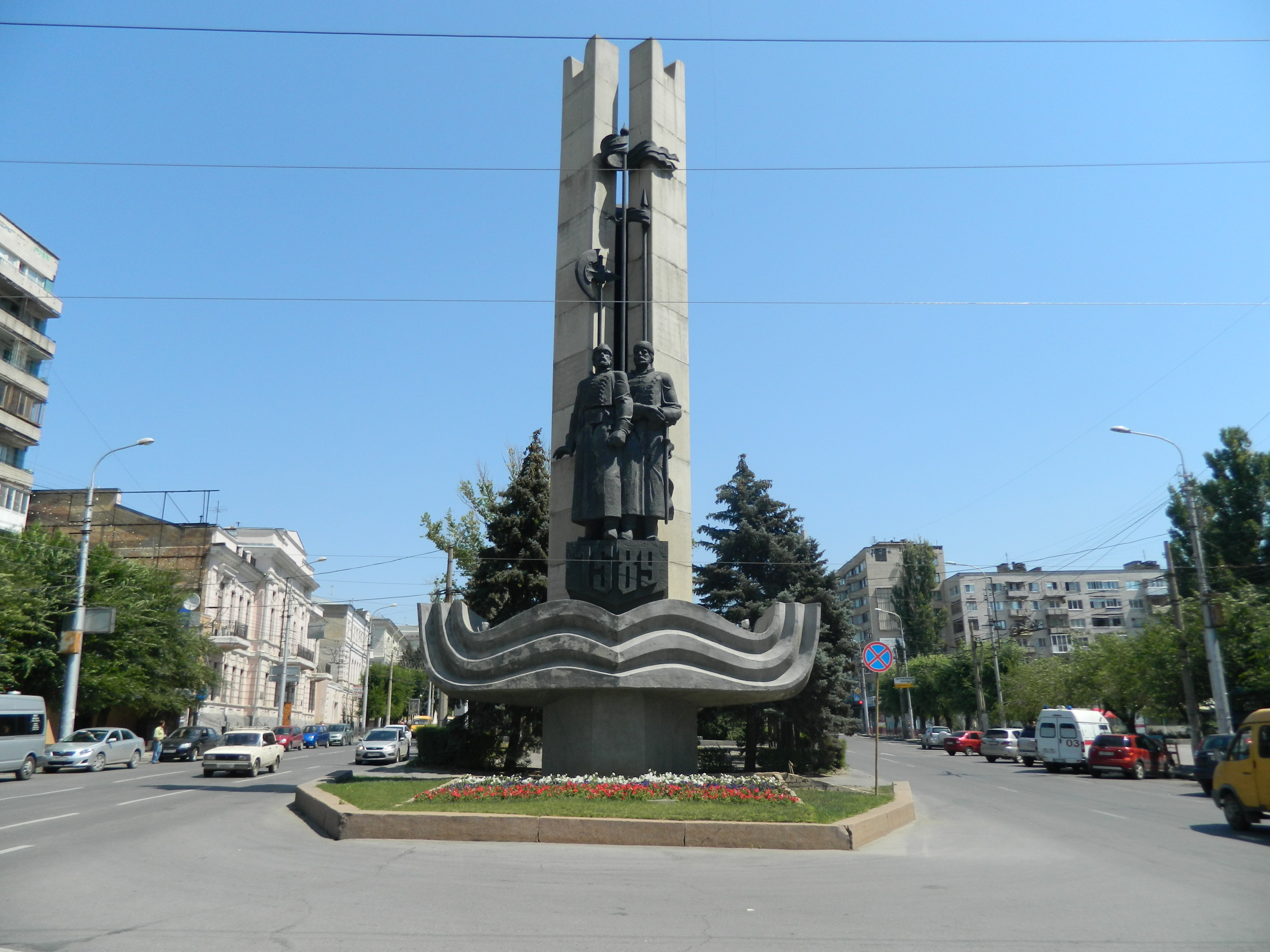
Монумент основателям Царицына

В 1589 году царя Фёдор Иоаннович направил Ивана Афанасьевича Нащокина, Григория Осиповича Засекина и Романа Васильевича Алферьева на Переволоку для того, чтобы основать там «город и острог», который впоследствии станет Царицыным.

От царя и великово князя Фёдора Ивановича всеа Русии на Переволоку воеводам // нашим князю Григорью Осиповичю Засекину да Роману Васильевичю Олферьеву, да Ивану Офонасьевичю Нащокину. Которые суды отпущены ис Казани на Переволоку для лесовой возки с вами, со князем Григорьем и Ываном, и как, даст бог, город и острог зделаете, и вы б у себя на Переволоке поставили для тутошних посылак ис тех судов сколько пригоже, которые для тутошних дел пригодятца, а лутчие бы естя суды отослали в Астрахань на наши обиходы астраханские. [...] Писан на Москве лета 7079-го году июля во 2 день за приписью дьяка Дружины Петелина.
— грамота царя Фёдора Иоанновича.
Первые воеводы прибыли вместе со строителями и строительными материалами по Волге  из Казани. Первоначально город был построен на острове Сарпинском, напротив впадения реки Царицы в Волгу. В 1589 году волжский атаман Никита Болдырь приводит на Переволоку к воеводе Григорию Засекину и Ивану Нащокину воровских казаков, пойманных им на Волге. Тогда же воеводы посылают атамана на Волгу для поимки разбойников.

### Посольство в Грузию
В августе 7109 (1601) года царь Борис Годунов велел Ивану Афанасьевичу Нащокину и подьячему Ивану Леонтьеву отправиться в качестве послов «в Грузинскую землю» к царю Александру. Путь должен был пролегать через Казань, по Волге до Астрахани, Терку. Годунов наказывал послам побудить Александра к объединению Грузии («Иверских земель») и выступить против общего врага — Тарковского шамхальства («Шевкал», «Кумытцкие люди», «Кумытсцкие земли»).
13 сентября Нащокин прибыл в Казань. Здесь произошла задержка. Казанские воеводы Иван Голицын и Василий Кузьмин не спешили выдать посольству припасы и сопровождающих и попросили ожидать в устье Казанка. С 27 по 29 сентября послы ожидали решения казанских воевод, но так и не получили ответа, после чего вновь потребовали выдать им корм и людей. Только после этого им выделили качестве сопровождения до Астрахани 30 стрельцов в лёгких стругах.
30 сентября посольство прибыло в Тетюши, где оно пробыло до 5 октября. 10 октября прибыло в Самару, откуда выехало 14 октября. После того, как посольство прошло 40 вёрст, пошёл снег и ударил мороз. Дальнейшее движение по реке оказалось невозможным. Посольство в течение 10 дней пережидало непогоду на Васильчиковом острове. Грузинский посол Сулейман, сопровождавший русское посольство, уже не надеялся добраться до Астрахани и полагал, что придётся зимовать в дороге. Но вскоре наступила оттепель и 22 октября посольство достигло Саратова, а 28 октября уже вышло из Царицына и 7 ноября посольство прибыло в Астрахань, после чего «Волга тотчас стала». Дальнейший путь должен был пролегать через степь и Терку, но грузинские послы выражали мнение о невозможности горного перехода в зимних условиях. Здесь же посольство получило известие о том, что царь Александр постригся в монахи, а новым правителем является его сын Давид. В мае 7110 (1602) года астраханский воевода Осип Плещеев выделил 200 конных и 100 пеших стрельцов, а также 100 юртовых татар в качестве сопровождения до Терека.
1 июля 7110 (1602) года послы попали на приём к грузинскому царю. 21 октября 1602 года, во время пребывания посольства в Кахетии, царь Давид скончался, и на трон вернулся Александр. В Истории государства Российского Николай Карамзин утверждал, что Нащокин и Леонтьев оклеветали царя Александра перед русским государем, а от казни их спасло лишь заступничество архимандрита Кирилла.
13 сентября 1603 года Нащокин и Леонтьев были отпущены из Астрахани в Москву. Сам Нащокин скончался в Казани. 30 ноября Леонтьев с грузинскими послами покинули Казань.